# Angus Stone
Angus Stone (Sídney, Australia, 27 de abril de 1986) es un cantautor australiano de blues-folk. Es hermano de Julia Stone, con quien lanzó varios álbumes bajo el nombre de Angus & Julia Stone. También ha lanzado dos álbumes en solitario: Smoking Gun (2009) y Broken Brights (2012).

## Discografía

### Álbumes
- Lady of the Sunshine : Smoking Gun (2009), EMI
- Broken Brights (2012), EMI